# 滋賀医科大学
滋賀医科大学（しがいかだいがく、英語: Shiga University of Medical Science）は、滋賀県大津市にある国立大学。略称は滋賀医大（しがいだい）、SUMS。

## 概観

### 大学全体
1974年（昭和49年）に開学し、滋賀県内で唯一の医科大学である。びわこ文化公園都市構想の一環で1976年（昭和51年）8月に設置された。地域医療への貢献、特色ある医学・看護学教育により世界に発信する研究者の養成を基本理念としている。滋賀大学、京都教育大学、京都工芸繊維大学との合併が協議されていたが、凍結状態となっている。
放送大学学園と単位互換協定を結んでおり、放送大学で取得した単位を卒業に要する単位として認定することができる。
大学間の協力としてはこの他に、起業家育成の教育に関し大学間で協力する協定を、早稲田大学・山形大学・東京理科大学との間で2018年1月31日に締結している。

### 地理
大学の敷地は大津市と草津市にまたがるが、大学本部は大津市域、附属病院は草津市域に置かれている。滋賀県知事の野崎欣一郎は、はじめ矢橋帰帆島の問題に絡んで医大は草津市側に設置すると草津市に連絡し、1973年（昭和48年）6月の県議会でも草津市内に主たる施設が配置されるのが最も望ましいと述べた。しかし、9月の県議会で施設の配置は確定的ではないと述べ、草津市はこれに抗議し、大津市と争う形になったが、文部省の意向もあり現在の形で建設されることが決まった。

### 年表
- 1974年 滋賀県守山市の仮校舎で開学。
- 1976年 本校舎竣工に伴い大津市瀬田月輪町へ移転。
- 1978年 医学部に附属病院を設置。
- 1981年 大学院医学研究科を設置。
- 1994年 医学部看護学科を設置。
- 1998年 大学院医学系研究科修士課程看護学専攻を設置。
- 2004年 国立大学法人法により設立された国立大学法人滋賀医科大学が運営する大学となる。
- 2017年 関西アーバン銀行、滋賀銀行と包括連携協定を締結[6]。
- 2018年 滋賀中央信用金庫と包括連携協定を締結[7]。
- 2024年 大学院医学系研究科看護学専攻修士課程を大学院医学系研究科看護学専攻博士前期課程に名称変更、大学院医学系研究科看護学専攻博士後期課程の設置。
- 開学50周年を迎え、中庭や学生食堂などがリニューアルされた。

## 基礎データ

### 所在地
- 滋賀県大津市瀬田月輪町

### 象徴

#### 学章
「さざ波の滋賀」のさざ波と「一隅を照らす」光の波動とを組み合わせたものである。

#### 学歌
『滋賀医科大学学歌』（作詞・友吉唯夫、作曲・玉井明）

## 教育および研究

### 組織

#### 学部
- 医学部
  - 医学科
    - 基礎医学講座
      - 生命科学講座
        - 物理学
        - 化学
        - 生物学
        - 数学
        - 生命情報学

      - 医療文化学講座
        - 哲学・倫理学
        - 社会学
        - 英語
        - 独語
        - 文化人類学
        - 心理学

      - 解剖学講座
        - 生体機能形態学
        - 神経形態学

      - 生理学講座
        - 統合臓器生理学
        - 生体システム生理学

      - 生化学・分子生物学講座
        - 分子生理化学
        - 分子病態生化学
        - 再生・修復医学

      - 病理学講座
        - 分子診断病理学
        - 疾患制御病理学
        - 微生物感染症学

      - 薬理学講座
      - 社会医学講座
        - 衛生学
        - 公衆衛生学
        - 医療統計学
        - 法医学

    - 臨床医学講座
      - 内科学講座
        - 循環器
        - 呼吸器
        - 消化器
        - 血液
        - 内分泌代謝・腎臓
        - 脳神経

      - 小児科学講座
      - 精神医学講座
      - 皮膚科学講座
      - 外科学講座
        - 消化器・乳腺・小児・一般
        - 心臓血管
        - 呼吸器

      - 整形外科学講座
      - 脳神経外科学講座
      - 耳鼻咽頭科・頭頸部外科学講座
      - 産科学婦人科学講座
      - 泌尿器科学講座
      - 眼科学講座
      - 麻酔学講座
      - 放射線医学講座
      - 歯科口腔外科座
      - 臨床検査医学講座
      - 救急集中治療医学講座
      - 総合診療科学講座
      - 臨床腫瘍学講座
      - 総合内科学講座
      - 総合外科学講座
      - 形成外科学講座

    - 寄附講座
      - 睡眠学講座
      - 地域周産期医療学講座
      - 小児発達支援学講座
      - 地域精神医療学講座

  - 看護学科
    - 基礎看護学講座
      - 形態・生理
      - 生化学・薬理学・栄養学
      - 基礎看護

    - 臨床看護学講座
      - 老年
      - クリティカル
      - 成人
      - 小児
      - 母性・助産

    - 公衆衛生看護学講座
      -         - 公衆衛生看護
        - 訪問看護
        - 精神

#### 大学院
- 医学系研究科
  - 博士課程（4年制）
    - 2014年度入学生以降
      - 医学専攻[注 1]
        - 先端医学研究者コース
        - 高度医療人コース
        - 学際的医療人コース

    - 2013年度入学生まで
      - 生体情報解析系専攻
        - 無侵襲医学部門
        - 分子動態解析部門
        - 細胞情報制御部門
        - 多次元画像解析部門
        - 高度専門医養成部門

      - 高次調節系専攻
        - 高次神経調節部門
        - 感染応答・免疫調節部門
        - 神経病態解析部門
        - 内分泌調節部門
        - 高度専門医養成部門

      - 再生・腫瘍解析系専攻
        - 分子発生・生殖・再生学部門
        - ゲノム腫瘍学部門
        - 幹細胞学部門
        - 分子遺伝学部門
        - 瘍形態情報学部門
        - がん専門医療人養成コース
        - 高度専門医養成部門

      - 臓器制御系専攻
        - 器官病態制御部門
        - 人工的制御部門
        - 遺伝子治療部門
        - 疼痛制御部門
        - 高度専門医養成部門

      - 環境応答因子解析系専攻
        - 生活習慣病・老年病疫学部門
        - 労働関連疾患部門
        - 血管機能制御学部門
        - 遺伝子多型解析学部門
        - 分子栄養・代謝制御学部門
        - 高度専門医養成部門

  - 看護学専攻博士前期課程[注 2]
    - 基礎看護学研究領域
    - 臨床看護学研究領域
    - 公衆衛生看護学研究領域

  - 看護学専攻博士後期課程

#### 附属機関
- 附属図書館
- 保健管理センター
- 学内教育研究施設
  - 分子神経科学研究センター
  - 動物生命科学研究センター
  - 実験実習支援センター
  - 解剖センター
  - マルチメディアセンター
  - 医療福祉教育研究センター
  - 医療人育成教育研究センター
  - バイオメディカル・イノベーションセンター
  - アジア疫学研究センター
- 附属病院（滋賀医大病院）

### 教育
- 地域医療等社会的ニーズに対応した医療人教育支援プログラム（医療人GP）
  - 平成17年度採択
    - 一般市民参加型全人的医療教育プログラム（医学部）

## 大学関係者と組織

### 著名な教授
- 一杉正仁 - 日本の法医病理学者, 教育者。現在滋賀医科大学の医学部, 教授。
- ニック・バルア - 実業家、物理学者、エン株式会社の創設者兼CEO[8][9]
- 竹尾恵子 - 看護学者、元国立看護大学校初代学校長、元佐久大学学長、元看護学科 教授
- 大久保孝義 - 元滋賀医科大学医学部准教授。

### 著名な出身者
- 斯波真理子 - 日本の医学者。元国立循環器病センター研究所病態代謝部部長、元日本動脈硬化学会副理事長、日本学術会議会員
- 西村栄美 - 日本の生物学者。現在、東京大学医科学研究所老化再生生物学分野教授

## 施設

### キャンパス
- 交通アクセス[10]：帝産バス「医大西門」「滋賀アリーナ」「大学病院」のいずれかで降車。

## 対外関係

### 他大学・医療機関との協定

#### 海外[11]
- 中国
  - 北華大学 （旧 吉林医学院）
  - 長春市中心医院
  - 中国医科大学
  - 哈爾濱医科大学
  - 東北大学
  - 湖南医薬学院
- カナダ
  - ブリティッシュコロンビア大学
  - オタワ大学
- アメリカ合衆国
  - ミシガン大学
  - ジョージア大学
- イタリア
  - ローマ大学
- フランス
  - ピカルディ・ジュール・ベルヌ大学
  - アミアン・ピカルディ大学病院
- ベトナム
  - チョー・ライ病院
  - ホーチミン医科薬科大学
  - ダナン病院
  - ダナン大学
- マレーシア
  - マレーシア国民大学
- ケニア
  - ナイロビ大学
  - ケニア中央医学研究所
- モンゴル
  - モンゴル国立医科大学 （旧 モンゴル健康科学大学）
- インドネシア
  - インドネシア大学
  - インドネシア国立脳センター病院
- バングラデシュ
  - バングラデシュ国立心臓財団病院
- ブラジル
  - マトグロッソ連邦大学
- スウェーデン
  - ウメオ大学

### 高大連携[12]
- 滋賀県立膳所高等学校
- 滋賀県立虎姫高等学校
- 立命館守山高等学校